# Kretzschmaria argentinensis
Kretzschmaria argentinensis är en svampart som beskrevs av Hladki & A.I. Romero 2001. Kretzschmaria argentinensis ingår i släktet Kretzschmaria och familjen kolkärnsvampar.   Inga underarter finns listade i Catalogue of Life.